# Dzsalál ad-Daula
Dzsalál ad-Daula (tudományos átiratban Ǧalāl ad-Dawla, arab betűkkel جلال الدولة), eredeti nevén Abu Táhir (tudományos átiratban Abū Ṭāhir, arab betűkkel أبو  طاهر; Bagdad?, 994 k. – Bagdad?, 1044 márciusa) a dajlami származású Buvajhidák dinasztiájának tagja, főemír és Mezopotámia fejedelme volt.
Bahá ad-Daula 1012-es halálakor örököse, a Fárszban székelő Szultán ad-Daula nem sokkal fiatalabb öccsét, Abu Táhirt Irak kormányzójává nevezte ki Dzsalál ad-Daula („a dinasztia dicsősége”) tiszteleti névvel. Amikor Szultán ad-Daula 1021-ben kénytelen volt lemondani a mezopotámiai hatalomról öccsük, Musarrif ad-Daula javára, Dzsalál ad-Daula Baszra helytartója lett, amely hivatalát fivérei háborúja közepette is megtarthatta. Szultán ad-Daula 1024 decemberében és Musarrif ad-Daula 1025 májusában bekövetkezett halála után trónigénnyel jelentkezett, de Bagdadban a török hadsereg vette át a hatalmat, és csak 1027-ben jutottak egyezségre. Az 1027 októberében Bagdadba érkező Dzsalál ad-Daula megkapta a főemíri címet.
A Buvajhidák között meglehetősen hosszúnak számító uralkodása alatt alig volt hatalma: a török sereg nyíltan kimutatta fölényét felette, Bagdadban a szervezett bűnözés és a vallási villongások tönkretették a közbiztonságot, és a nomádoktól gyötört vidékről alig érkezett jövedelem. A feljegyzések szerint az emír 1031-ben kénytelen volt elbocsátani a szolgáit és szabadon engedni a lovait, mert nem volt pénze a kifizetésükre és ellátásukra. Mindeközben Szultán ad-Daula fárszi örököse, a közben Kermánt is megszerző Abu Kálídzsár Marzbán 1028 végétől kezdve évtizedes háborúskodást kezdett nagybátyja ellen, melynek során elfoglalta Baszrát. Ezzel Dzsalál ad-Daula emírsége Bagdad és Vászit városára szűkült. A küzdelem nem volt állandó jellegű: amikor 1033-ban a gaznavida csapatok megszállták Kermánt, Abu Kálídzsár mezopotámiai segélycsapatokkal tudta kiverni őket onnan. 1036/1037 folyamán egy török tiszt lázadását kihasználva Abu Kálídzsár ismét támadásba lendült, és bár nem tudta elfoglalni Bagdadot, Dzsalál ad-Daula kénytelen volt elismerni a főségét. Ez a főemír 1044 márciusában bekövetkezett haláláig névleges maradt. Dzsalál ad-Daula elhunytát követően Abu Kálídzsár örökölte meg az iraki fejedelemséget is.